# 佐藤奈々子
佐藤 奈々子（さとう ななこ、1955年12月17日 - ）は、東京都中野区出身の歌手・写真家。慶應義塾大学文学部卒業。

## 略歴
叔母が体操の元オリンピック選手で3歳頃より体操を仕込まれる。高校生の時にはインターハイに出場するまでになっていたが、練習中に頭から落ち、一時、記憶が無くなるほどの怪我になり、断念。
大学在学中に佐野元春と出会い、歌や詩を書くことを教わる。大学主催の女性シンガーソングライターコンテストに出場し、「綱渡り」で最優秀作詞賞受賞。このコンテストを機に1977年6月、佐野との共作によるアルバム『Funny Walkin’（ファニー・ウォーキン）』で日本コロムビアよりデビュー。
1979年までに4枚のソロアルバムをリリースし、ムーンライダーズや加藤和彦などの作品に参加、楽曲提供するなど、活動の幅を広げる。
1980年　岩倉健二・戸田吉則・永田裕らとニュー・ウェイヴ・バンド「SPY（スパイ）」を結成。加藤和彦プロデュースによるアルバム『SPY』をリリース。
その後、多重露光の幻想的な写真を撮るようになり、プロの写真家として広告、雑誌などで活動を始める。Coccoや細野晴臣のCDジャケットなども手掛けた。
1986年　日産海外向けのカレンダー撮影が、世界のカレンダーコンテストで金賞受賞。
1987年より5年間パリに移住。
1993年　帰国後15年ぶりに音楽活動を再開し、アルバム『Fear and loving』をリリース。以後はnanaco名義で活動することが多くなる。
1996年 アルバム『LOVE IS A DRUG』をイギリス、アメリカ、日本でリリース。タイトル曲シングルは、日本人歌手で初めてNMEのシングル・オブ・ウィークに選ばれる。
1998年 イギリスのコクトー・ツインズのレーベルBella UNionより、アルバム『Luminous love in 23』をリリース。
2001年　Mark Bingham（REMでグラミー賞を受賞） のプロデュースにより、アルバム 『Sisiters on the riverbed 』 をリリース。
以後も、日本のみならず世界的に幅広く音楽を発信している。独特のコケティッシュなウィスパー・ヴォイスは、渋谷系の元祖とも言われた。
ピチカート・ファイヴの「Twiggy Twiggy」（作詞・作曲。野宮真貴の1981年のデビューアルバム『ピンクの心』への提供曲）は世界的ヒットとなった。同曲は2014年、セルフカヴァーで配信リリース。息子であるjanがベースを担当、野宮もコーラス参加。
オランダ人の元夫との間に生まれた息子jan（ヤン）は、2012年に活動を再開したGREAT3にベーシストとして正式加入。janはギター・ボーカルのキャリアもあり、しばしば奈々子のバックも務める。

## ディスコグラフィー

### アルバム
- Funny Walkin'（1977年6月25日、日本コロムビア/BLOW UP、LX-7016）- 1993年10月21日/2006年12月20日再発
- SWEET SWINGIN'（1977年12月25日） - 1995年2月21日再発
- Pillow Talk（1978年10月25日）- 1995年2月21日再発。小坂忠プロデュース
- Kissing Fish（1979年7月25日）- 1995年2月21日再発
- SPY（1980年10月21日）「SPY」名義。-2009年1月18日再発。再発盤は未発表音源を14曲収録した2枚組CD。加藤和彦プロデュース
- 佐藤奈々子（1991年11月21日）ベスト・アルバム
- Tears of ANGEL（1994年5月21日）ベスト・アルバム
- Fear and loving（1995年1月21日）日向敏文プロデュース
- Love is a Drug（UK盤1～6曲目までのミニ・アルバム・1996年6月。日本盤フルアルバム1996年7月24日）「Nanaco」名義。日向大介プロデュース
- Luminus love in 23（UK盤1998年8月、日本盤1999年3月25日）サイモン・レイモンド（コクトー・ツインズ）プロデュース。イギリスでもベラ・ユニオンよりリリースされる。
- sisters on the riverbed（2001年7月25日）マーク・ビンガムプロデュース
- old angel（2013年3月27日）「佐藤奈々子＋カメラ＝万年筆」名義。
- Golden Remedy（2018年6月20日）「Nanaco + Riki Hidaka」名義。
- Radio Moon and Roses 1979Hz（2022年8月3日）「ムーンライダーズ＋佐藤奈々子」名義 - ライブアルバム

### シングル
- ストリート・コーナー・ベティ／土曜の夜から日曜の朝へ（LK-36-A　1977年6月）
- フェアウェル・パーティー／イヴの月の下で（LK-61-A　1977年12月）
- ふらりさよなら／フラミンゴの夜（LK-70-A　1978年6月、再発VSEP-81　1996年1月）
- ブラック・ペッパー・ジェラシー／ミスティ・マジック（LK-85-A　1978年10月）
- ファースト・クラス・ハネムーン／ダディズキッス（VIHX-1520　1980年10月21日）※SPY名義

- Love is a Drug（UK盤1996年3月）※以降nanaco名義

1.Love Is A Drug (Album Version)／2.Love Is A Drug (Hyper Mix) ／3.Woodstock 
- Lick Your Footsteps to Clean My Room（UK盤1998年）

1.Lick Your Footsteps To Clean My Room (Edit) ／ 2.Luminous Love Trance (Jonjo Mix)／  3.Lick Your Footsteps To Clean My Room (Mitsuo 'Jean-Michel' Tate Mix) ／ 4.Red Crystal (Bombay Mix) 
- Twiggy Twiggy（配信限定シングル　2014年10月15日）※長田進プロデュースのセルフ・カヴァー

### 参加作品
- 加藤和彦『パパ・ヘミングウェイ』（1979年）

レイジーガール（コーラス）
- ムーンライダーズ『MODERN MUSIC』（1979年）

バーレスク（コーラス）
- 加藤和彦『うたかたのオペラ』（1980年）

ルムバ・アメリカン/ラジオ・キャバレー/ケスラー博士の忙しい週末/ソフィーのプレリュード（コーラスとサイドヴォーカル）
- ムーンライダーズ『カメラ＝万年筆』（1980年）

幕間（作詞・作曲・歌）
- ハルメンズ『ハルメンズの20世紀』（1981年）

趣味の時代（歌）
- 大瀧詠一『NIAGARA CM SPECIAL Vol.2』（1982年）

レモンのキッス（歌）※1980年サントリー・レモンCM未発表曲。CMでは同曲アパッチ版を採用。
- オムニバス『ウッドストック・ブリーダーズ』（1994年）

ウッドストック（歌）
- オムニバス『BORDER - A Tribute to Motoharu Sano -』（1996年）

99ブルース（歌）※自らが発案者となった、佐野元春トリビュートアルバム。
- オムニバス『Sweeter than suite Compilation』（1996年）

フラワーズ・オブ・ヘル（歌）
- オムニバス『かしぶち哲郎トリビュート・アルバム～ハバロフスクを訪ねて』（2014年）

トラベシア（歌）
- オムニバス　Studio Mule『BGM』（2019年）※Studio Muleによる日本のシティ・ポップ、ニュー・ウェイヴの名作カヴァー・アルバム

鏡の中の十月（オリジナル:小池玉緒）/The April Fools（オリジナル:高橋幸宏/バート・バカラック）（歌）

## 楽曲提供
- ムーンライダーズ『MODERN MUSIC』（1979年）

鬼火（作詞　鈴木慶一との共作）
- 高見知佳『ペーパームーンに腰かけて』（1979年）

チープ・ショット（作詞・作曲）
- 中村雅俊『Shy Guy Masatoshi』（1979年）

Better Days Love （作詞・作曲）
- スーザン（1980年）

24,000回のキッス（作詞）
- 桑江知子『Mr．Cool』（1980年）

Mr．Cool（作詞）
- 野宮真貴『ピンクの心』（1981年）

17才の口紅/ツイッギー・ツイッギー/絵本の中のクリスマス（全て作詞・作曲）
- ムーンライダーズ『MANIA MANIÈRA』（1981年）

Kのトランク（作詞・コーラス）/檸檬の季節 （作詞）
- 杏里『哀しみの孔雀』（1981年）

異国の出来事/FACE FACE FACE/セシルカット/リビエラからの手紙/シルエット・オブ・ロマンス/哀しみの孔雀（すべて作詞）
- PANTA『KISS』（1981年）

涙にさようなら/ラジオと貝殻/霧の中の恋人たち /裸足のボニータ/真夜中のパーキング・ロット/想い出のラブ・ソング（すべて作詞）
- PANTA（1982年）

見知らぬ男の肖像（作詞）
- 大森隆志『真夜中のギター・ボーイ』（1982年）

グッドバイ・ハードボイルド （作詞）
- 小森みちこ『リメンバー』（1983年）

ひとり遊び（作詞）/昼顔（作詞）
- コマンタレヴー（三ツ矢雄二、田中真弓、松野太紀によるユニット）『スターチャイルド増刊号』（1984年）※アニメオムニバス

JUST A GIGOLO（作詞・作曲）
- 渡辺未央『MIO』（1995年）

2人だけの秘密（作詞・作曲）/イカルスの影（作詞）
- 渡辺未央『クレイジー・ラヴ』（1996年）

クレイジー・ラヴ （作詞・作曲）/アイ・ラヴ・ユー、ボーイ（作詞　渡辺未央との共作）
- Dr.StrangeLove『WayOut』（1995年）

Naked Voice （作詞）
- Dr.StrangeLove『Escape』（1997年）

Angel's Rock（作詞）
- Dr.StrangeLove『THE RIVER OF BLUE BLOOD』（2004年）

Burning spear（作詞）/The sky is too blue to make me cry over you（作詞）/ESCAPE2004（作詞　長田進との共作）/The apple tree song（作詞）

## TV出演
- 洋楽倶楽部 カーペンターズ ゼン&ナウ（2019年3月31日、NHK BSプレミアム） - 案内人

## CM出演
- 日立製作所「パディスコ（ラジカセ）」（1978年）
- ヘーベルハウス　ヘーベル君の声「ハ～イ!!」を担当。

## 写真集
- 石田えり写真集－勝手に、TOO LATE（集英社　1984年3月）
- The Bird （河出書房新社　2004年4月）7曲入CD+写真集
- 光の旅ー釈迦如来MANDALA（NHK出版　2006年9月）
- 8・15OKINAWA Cocco（NHK出版　2006年12月）
- 大丈夫であるように－Cocco 終らない旅（ポプラ社　2008年12月）

## その他
- 具島直子『miss.G』（1996年6月5日） - アルバム・ジャケット写真